# Vrijheidsbeeld (San Marino)

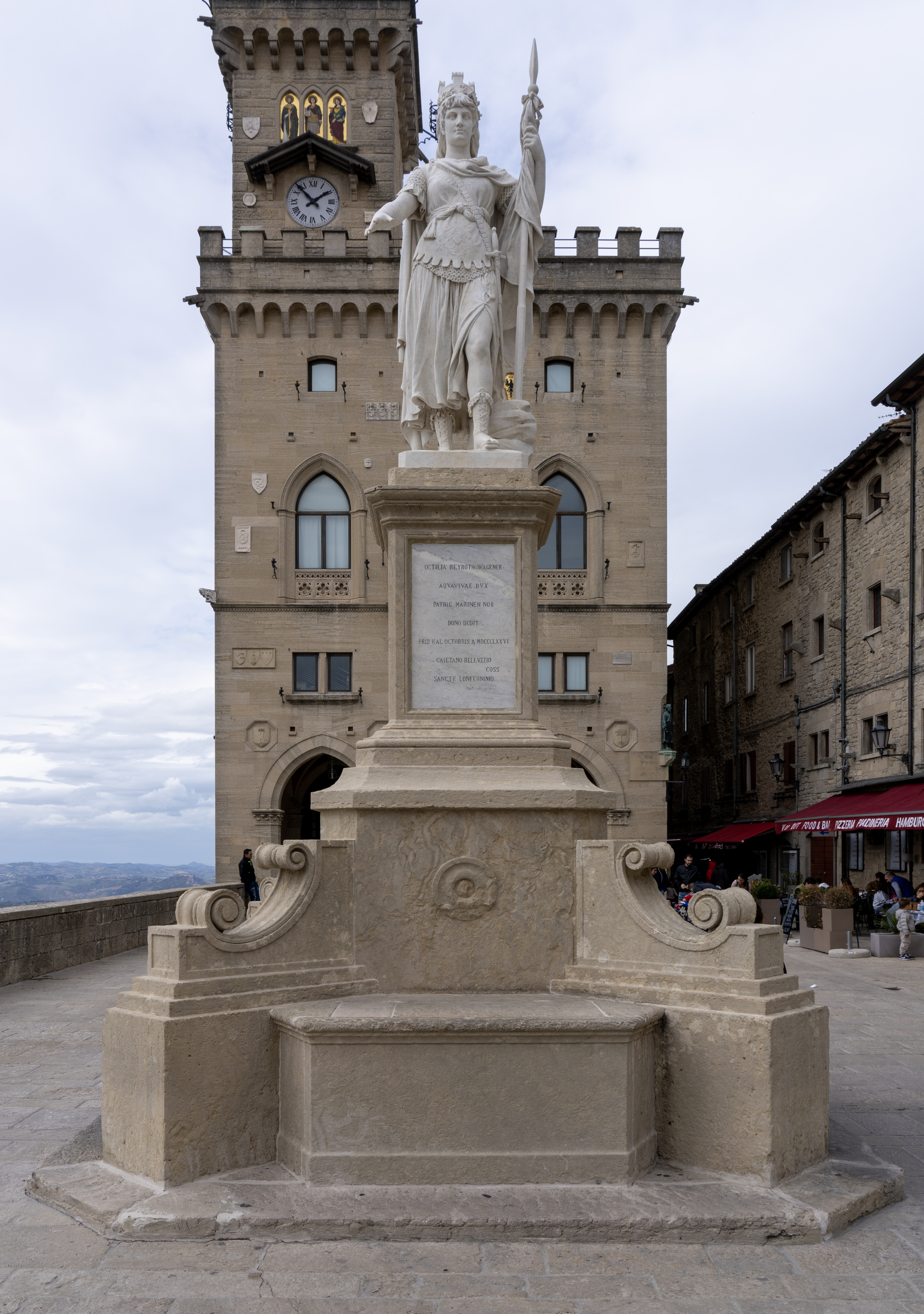
Het vrijheidsbeeld van San Marino

Het Vrijheidsbeeld van San Marino (Italiaans: Statua della Libertà) staat op het plein voor het Palazzo Pubblico in San Marino.
Het beeld is gehouwen uit wit carraramarmer en stelt een vrouw voor met een zwaard aan het middel en een speer in de hand. Ze draagt een kroon in de vorm van de Drie torens van San Marino.
Het is gemaakt door de kunstenaar Stefano Galletti en werd in 1876 gedoneerd door de Duitse gravin Otilia Heyroth Wagener.
Het Vrijheidsbeeld staat afgebeeld op de San Marinese euromunten.